# بز ألدرن
بز ألدرن (بالإنجليزية: Buzz Aldrin) (اسمه عند الولادة: أدوين يوجين ألدرن) هو رائد فضاء أمريكي ولد في 20 يناير عام 1930 في ولاية نيو جيرسي.

## نبذة
ألدرن هو ثاني رجل يهبط على سطح القمر بعد مرور ثلث ساعة من هبوط نيل آرمسترونغ، الذي قاد مركبة أبولو 11، فألدرن كان ربانا لهذه المركبة Lunar Module وقام بدراسة الموضوع جيداً قبل الخروج برحلة فضائية تاريخية مثيرة في 16 يوليو سنة 1969، فقد انطلقت المركبة الفضائية (أپولو 11) حاملة ثلاثة رواد إلى القمر ووصلت إليه في 20 يوليو ونزل منها آرمسترونغ ثم تلاه الرائد إدوين ألدرين كثاني رائد فضائي تطأ قدماه أرض القمر ضمن الخطة المرسومة صوره آرمسترونغ تلفزيونياً من سطح القمر أثناء نزوله سار على سطح القمر واخذ مع زميله عينات من سطحه وأجرى بعض التجارب التي كلف بها. بقى على سطح القمر ساعة و51 دقيقة و37 ثانية.

## معرض صور

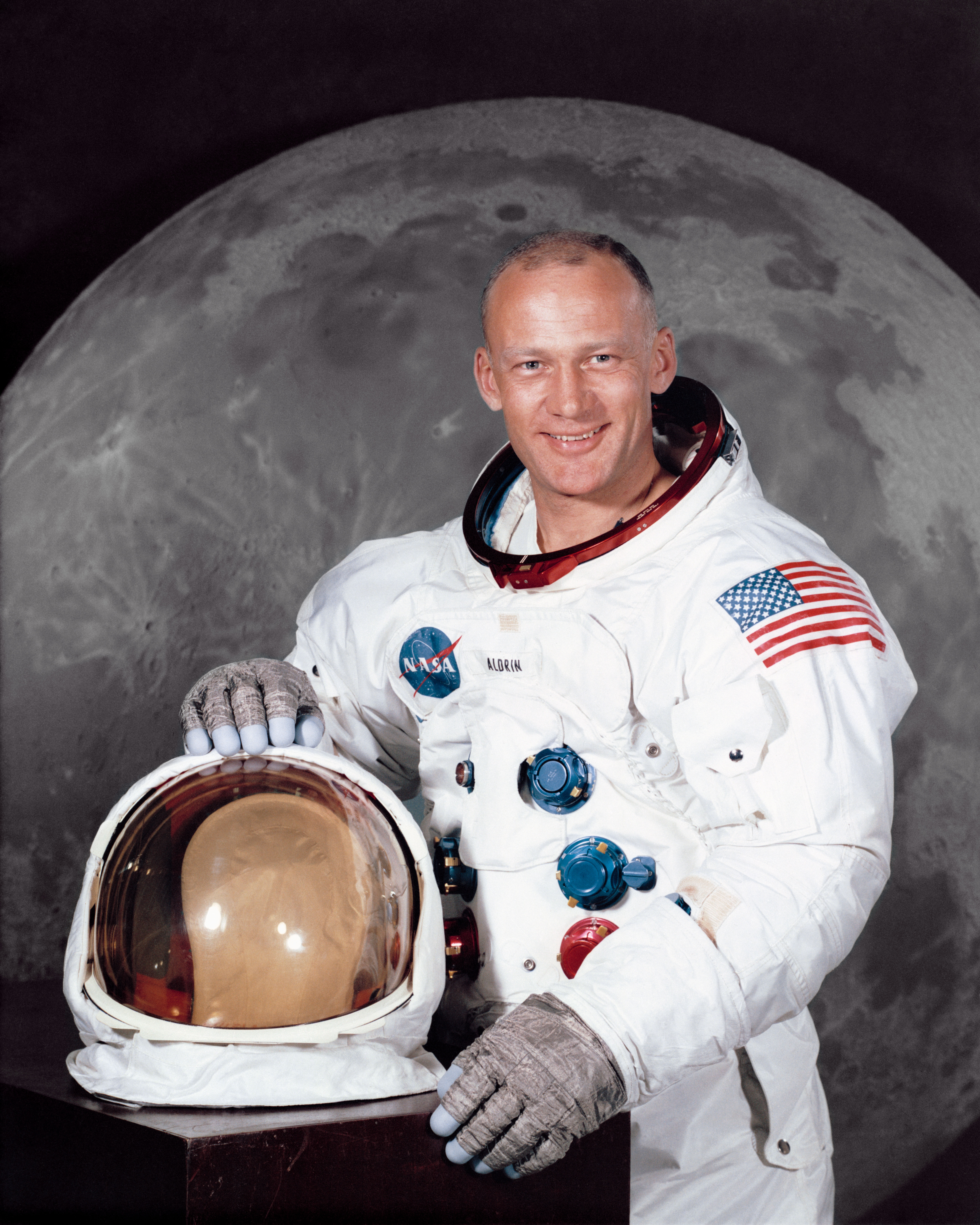
بز ألدرن يرتدي حلته الفضائية.

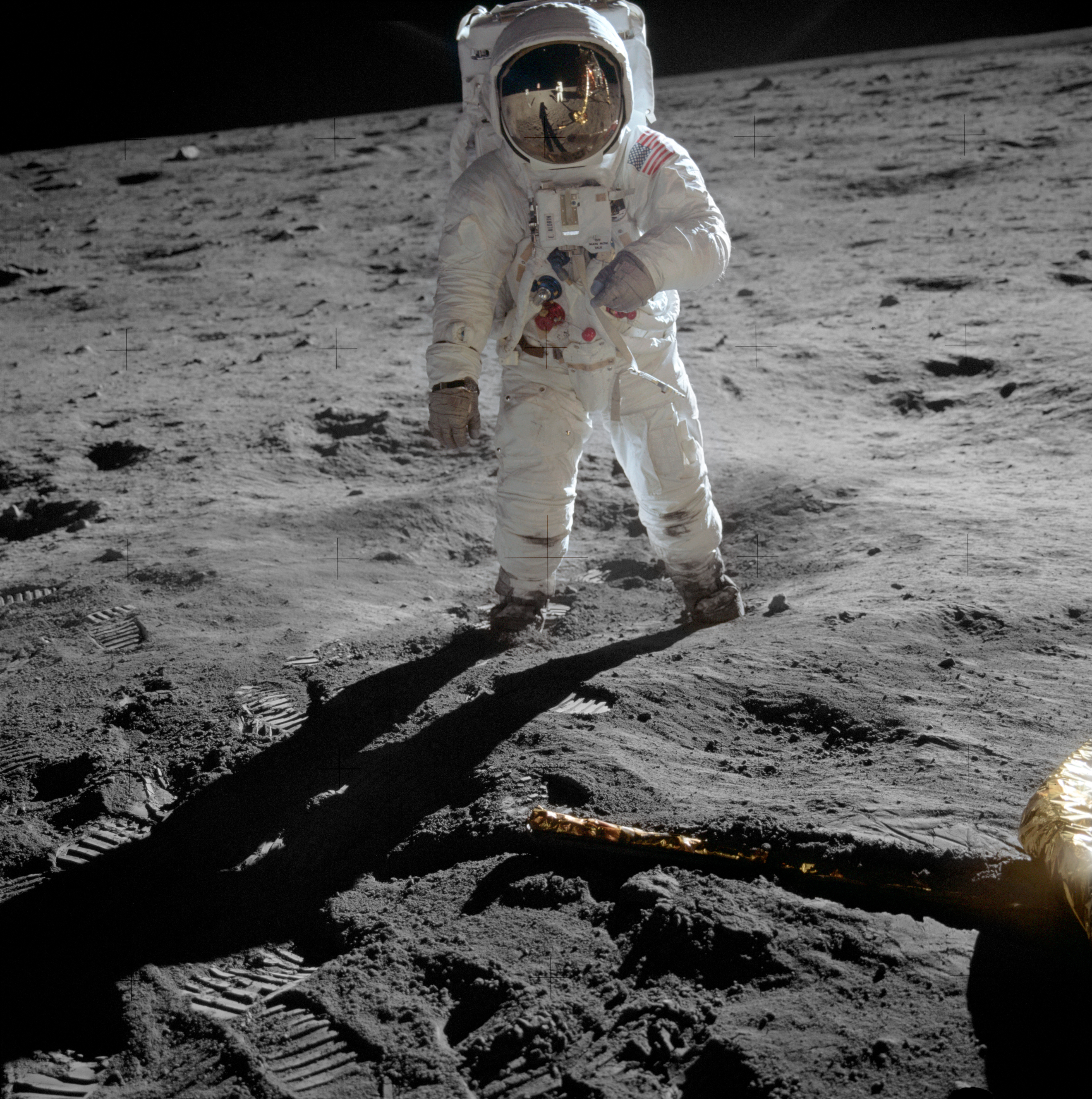
صورة لرائد الفضاء بز ألدرن التقطها له نيل أرمسترونغ خلال الهبوط الأول على القمر يوم 20 تموز (يوليو) عام 1969م.

## وصلات خارجية
- بز ألدرن على موقع IMDb (الإنجليزية)
- بز ألدرن على موقع الموسوعة البريطانية (الإنجليزية)
- بز ألدرن على موقع مونزينجر (الألمانية)
- بز ألدرن على موقع قاعدة بيانات الأفلام العربية
- بز ألدرن على موقع ميوزك برينز (الإنجليزية)
- بز ألدرن على موقع إن إن دي بي (الإنجليزية)
- بز ألدرن على موقع ديسكوغز (الإنجليزية)
- بز ألدرن على موقع قاعدة بيانات الفيلم (الإنجليزية)
- موقعه الرئيسي
- بز ألدرن  على قاعدة بيانات الخيال التأملي على الإنترنت